# Babyteeth - Tutti i colori di Milla
Babyteeth - Tutti i colori di Milla (Babyteeth) è un film del 2019 diretto da Shannon Murphy, al suo esordio alla regia e basato sull'omonima opera teatrale del 2012 di Rita Kalnejais, anche autrice della sceneggiatura.
Il film è stato presentato in anteprima mondiale al Festival del cinema di Venezia il 4 settembre 2019. È stato distribuito nelle sale cinematografiche australiane dalla Universal Pictures a partire dal 23 luglio 2020.
Il film ha vinto nove AACTA Awards, tra cui quello per il miglior film.

## Trama
Milla Finlay è una studentessa di 16 anni, a cui è stato recentemente diagnosticato un cancro. Tornando a casa da scuola, un giorno, incontra Moses, 23 anni, che fa amicizia con lei prima di chiederle dei soldi. Milla sviluppa rapidamente una cotta per Moses e lo presenta ai suoi genitori: Anna, musicista, e Henry, psichiatra. Entrambi sono a disagio con Moses, a causa della differenza di età tra lui e Milla, ma sono permissivi, a causa della malattia della figlia.
Qualche tempo dopo, Anna si sveglia di notte e sorprende Moses a rubare dei farmaci da prescrizione. Milla ed Henry si svegliano e vengono avvisati della situazione. Henry vorrebbe chiamare la polizia, ma Milla, grazie anche all'intervento della madre, che ha notato quanto sia più felice Milla con Moses, riesce a convincerlo a non farlo. Il giorno seguente, Anna avverte Moses di stare lontano da sua figlia.
Moses continua a far visita a Milla a scuola. Dopo che lei lo ha rintracciato una notte, Moses la porta a fare un giro nei luoghi dove acquista droga e poi la porta ad una festa. Successivamente i due trascorrono la notte insieme su un tetto dove Moses abbandona Milla. I genitori della ragazza, dopo averla cercata a lungo, la trovano molto indebolita e la portano in ospedale.
Consapevoli di non essere in grado di impedire ai due ragazzi di vedersi, Henry e Anna diventano più permissivi della loro relazione. Quando Milla si si sente male a casa, Anna scopre con sgomento che Moses le ha rubato le medicine. Convinta che lui la stia usando per aver libero accesso alle droghe di suo padre, Milla si arrabbia e caccia Moses fuori di casa.
Più tardi, Henry rintraccia Moses e gli chiede di andare a vivere con la famiglia, promettendogli l'accesso alla droga fintanto che continuerà a rendere felice Milla. Per un po' la famiglia e Moses vivono in una sorta di armonia, ma Milla scopre che suo padre sta drogando Moses e, arrabbiatasi nuovamente, chiede a Moses di andarsene. Alla fine Moses ritorna e intraprende un cammino per disintossicarsi.
Dopo la festa del suo 17º compleanno, Milla rivela a Moses di soffrire continuamente e di sentire che la sua fine è vicina. La ragazza poi supplica Moses di porre fine alle sue sofferenze soffocandola, ma lui non riesce a farlo. I due poi fanno sesso per la prima volta. Il giorno dopo, quando Anna porta alla figlia la colazione a letto, scopre che Milla è morta durante la notte.
In un flashback, Henry ricorda una giornata con Milla trascorsa sulla spiaggia. Lei gli dice che è in pace con la morte e gli chiede di prendersi cura di Moses quando se ne sarà andata. Henry, a sua volta, promette che lui ed Anna staranno bene quando lei sarà morta.

## Distribuzione
Babyteeth ha avuto la sua prima mondiale alla 76ª Mostra internazionale d'arte cinematografica di Venezia il 4 settembre 2019, dove ha gareggiato per il Leone d'oro. È stato anche proiettato al BFI London Film Festival il 6 ottobre 2019, dove ha partecipato alla First Feature Competition. Poco dopo, IFC Films e Picturehouse Entertainment hanno acquisito i diritti di distribuzione del film rispettivamente negli Stati Uniti e nel Regno Unito.
Il film è uscito negli Stati Uniti il 19 giugno 2020 e in Australia il 23 luglio 2020 distribuito dalla Universal Pictures.

## Accoglienza

### Incassi
Il film ha incassato ai botteghini un milione di dollari.

### Critica
Babyteeth ha ricevuto recensioni positive dalla critica cinematografica, quando è stato proiettato alla Mostra del Cinema di Venezia. Su Rotten Tomatoes ha un indice di approvazione "Certified Fresh" del 94% sulla base delle recensioni di 144 critici. Il consenso dei critici del sito recita: "Interpretato in modo potente e diretto con sensibilità, Babyteeth offre al pubblico una storia di formazione che è più disordinata - e più gratificante - della maggior parte degli altri." Su Metacritic, il film ha un punteggio medio ponderato di 77 su 100, basato su 29 critici, indicando "recensioni generalmente favorevoli".
David Ehrlich di IndieWire ha dato al film "B+", definendolo "un film fuori posto ma sempre crudo; delicato, ma mai prezioso". Guy Lodge di Variety descrive il film come una battuta d'arresto sia per la regista Shannon Murphy che per la sceneggiatrice Rita Kalnejais". Michael O'Sullivan del Houston Chronicle ha elogiato Babyteeth, affermando che "funziona proprio perché rifiuta di soddisfare le aspettative."
Kevin Maher del The Times ha dato al film cinque stelle e lo ha descritto come un "debutto emotivamente sconvolgente di Shannon Murphy".

## Riconoscimenti
- 2019 - Mostra internazionale d'arte cinematografica[24][25]
  - Premio Marcello Mastroianni a Toby Wallace
  - Premio SIGNIS
  - Premio Smithers Foundation Award
  - Fanheart3 Awards: Nave d'argento per la migliore OTP (One True Pairing) alla coppia Milla/Moses
  - Premio speciale Soundtrack Stars ad Amanda Brown
  - Candidatura per il Leone d'oro al miglior film
- 2020 - AACTA Awards[26]
  - Miglior film
  - Miglior regista a Shannon Murphy
  - Miglior attrice a Eliza Scanlen
  - Miglior attore a Toby Wallace
  - Miglior attore non protagonista a Ben Mendelsohn
  - Miglior attrice non protagonista a Essie Davis
  - Migliore sceneggiatura non originale a Rita Kalnejais
  - Miglior colonna sonora originale ad Amanda Brown
  - Miglior casting a Kirsty McGregor e Stevie Ray
  - Candidatura per la Migliore fotografia ad Andrew Commis
  - Candidatura per il Miglior montaggio a Stephen Evans
  - Candidatura per la Migliore scenografia a Sherree Phillips
  - Candidatura per il Miglior sonoro a Sam Hayward, Angus Robertson, Rick Lisle e Nick Emond
- 2021 - AACTA Awards[27]
  - Candidatura per la Miglior attrice internazionale ad Eliza Scanlen
  - Candidatura per il Miglior attore non protagonista internazionale a Ben Mendelsohn
- 2021 - Guldbagge[28][29]
  - Candidatura per il Miglior film
- 2021 - British Independent Film Awards[30]
  - Candidatura per il Miglior film indipendente internazionale
- 2021 - BAFTA Awards[31]
  - Candidatura per il Miglior regista a Shannon Murphy